# Agostino Rivarola

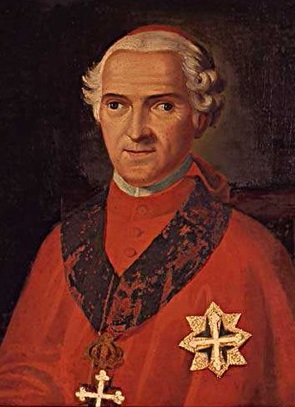
Kardinal Agostino Rivarola, zeitgenössisches Porträt

Kardinalswappen

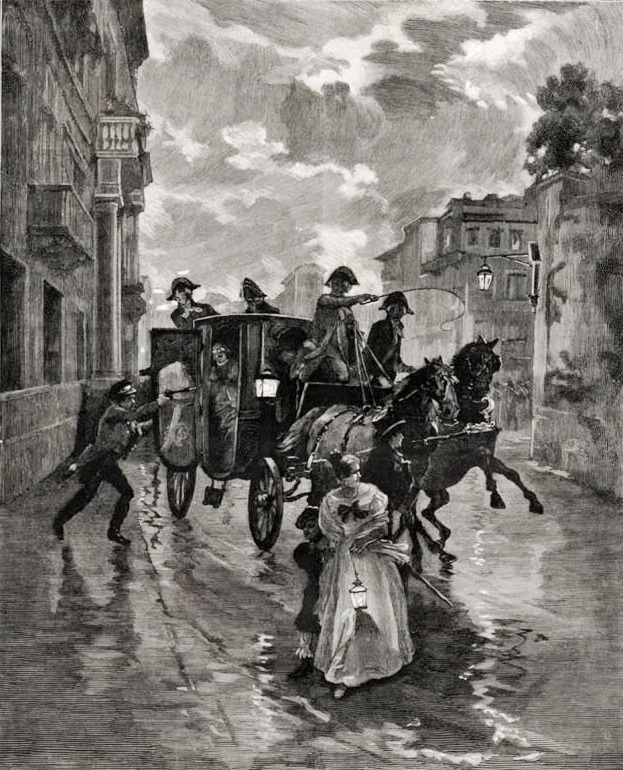
Edoardo Matania: Das Attentat auf Agostino Rivarola, Illustration aus Storia del Risorgimento Italiano (1889)

Agostino Rivarola (* 14. März 1758 in Genua; † 7. November 1842 in Rom) war ein päpstlicher Diplomat und Kurienkardinal. Er leitete die Restauration des Kirchenstaats in der Romagna nach der Franzosenzeit mit zum Teil blutiger Unterdrückung konstitutioneller Bestrebungen.

## Leben
Agostino Rivarola, ein Verwandter des Kardinals Domenico Rivarola († 1611), studierte am Collegio Clementino in Rom Zivil- und Kirchenrecht. Nachdem er zunächst als Sekretär mehrerer Auditoren der Römischen Rota tätig gewesen war, wurde er 1793 von Papst Pius VI. zum Referenten an der Apostolischen Signatur berufen. 1797 floh er vor den französischen Truppen nach Genua und versuchte erfolglos, die Freilassung Pius’ VI. auszuhandeln. Dem Konklave des Jahres 1799 wohnte Rivarola als Apostolischer Notar bei.
Papst Pius VII. ernannte ihn im September 1802 zum Gouverneur von Macerata, was er bis 1807 blieb. Während dieser Zeit befand er sich in französischer Gefangenschaft, konnte aber später in seine Heimatstadt Genua zurückkehren. Im Mai 1814 gelang es ihm als Apostolischem Delegaten, die päpstliche Herrschaft im Kirchenstaat offiziell wiederherzustellen. Anschließend war er Mitglied der Apostolischen Kammer und seit 1816 päpstlicher Majordomus.
Im Konsistorium vom 1. Oktober 1817 nahm ihn Pius VII. als Kardinaldiakon von Sant'Agata in Suburra ins Kardinalskollegium auf. Die Diakonenweihe empfing er erst im Oktober 1819 durch den späteren Kardinal Luigi Lambruschini, seinerzeit Erzbischof von Genua. Am 13. Mai 1820 wurde Kardinal Rivarola zum Kardinalprotektor des Kapuzinerordens ernannt. Dieselbe Funktion übte er ab März 1823 für den Augustinerorden aus. Er nahm im selben Jahr am Konklave teil, das Leo XII. zum Papst wählte. Am 5. Oktober 1823 empfing Kardinal Rivarola die Priesterweihe. Im April 1824 ernannte ihn Leo XII. zum außerordentlichen Legaten für die Provinz Ravenna. Dort stellte er die päpstliche Herrschaftsgewalt wieder vollends her. An einem einzigen Tag, dem 31. August 1825, verurteilte er 508 Personen zu Gefängnisstrafen. So wurde er den Vorkämpfern des Risorgimento zu einer Hassfigur. Am 3. Juli 1826 wurde er zum Kardinaldiakon von Santa Maria ad Martyres berufen. Am 23. Juli desselben Jahres überlebte Kardinal Rivarola in Ravenna ein Attentat, bei dem seine Kutsche von einer Muskete getroffen wurde. Ein Kleriker aus seiner Begleitung kam ums Leben. Leo XII. setzte eine Untersuchungskommission ein, deren Arbeit mit der Vollstreckung von fünf Todesurteilen im Mai 1828 endete.
Der neue Papst Pius VIII. bestimmte ihn am 18. Mai 1829 zum Protektor der Benediktinerabtei von Monte Cassino. Nach dessen Tod nahm Kardinal Rivarola am Konklave der Jahre 1830–1831 teil. Als dienstältester Kardinaldiakon war er von 1834 bis zu seinem Tod Kardinalprotodiakon, womit ihm im Fall einer Sedisvakanz die Aufgabe zugekommen wäre, den neuen Papst zu verkünden und zu krönen. Papst Gregor XVI. ernannte ihn 1835 zum Pro-Präfekten der Konzilskongregation. Agostino Rivarola starb 1842 und wurde in der Kirche San Marcello beigesetzt.